# Khướu đầu đen má xám
Khướu đầu đen má xám (danh pháp hai phần: Trochalopteron yersini) là một loài chim thuộc họ Họa mi (hay còn gọi là họ Khướu). Khướu đầu đen má xám là loài đặc hữu của Việt Nam.
Môi trường sống tự nhiên của khướu đầu đen má xám là khu vực núi đá vôi ẩm nhiệt đới và cận nhiệt, và rừng cây bụi nhiệt đới ở độ cao lớn so với mực nước biển. Hiện nay loài chim này đang bị đe dọa vì mất môi trường sống.

## Đặc điểm nhận dạng
Chim trưởng thành có đầu màu đen, họng và má màu xám bạc, ngực, phần trên bụng, vòng cổ và lưng trên có màu đỏ gỉ sắt. Cánh có màu vàng với lông bao cánh màu đen, đuôi nâu với mép góc đuôi vàng, phần còn lại trên cơ thể có màu xám, dưới bụng và lông bao dưới đuôi màu nâu.

## Sinh học, sinh thái
Mùa sinh sản của khướu đầu đen má xám từ tháng 3 - tháng 4, thường đi thành cặp đôi hoặc trong đàn nhỏ, rất nhút nhát, độ cao phân bố từ khoảng 1,5 km đến 2,44 km. Sống ở dưới tán cây trong rừng thường xanh hoặc cây lá kim trên núi cao.

## Phân bố
Tại Việt Nam : Cao nguyên Đà Lạt, Ma - line (Đà Lạt), Vườn quốc gia Chư Yang Sin (Đắk Lắk), Cổng Trời, Vườn quốc gia Bidoup – Núi Bà (Lâm Đồng), Khu thượng Đa Nhim (Đắk Lắk, Lâm Đồng).